# Poolsauger
Poolsauger oder Telmophagen (von griechisch τέλμα télma „Pfütze, Sumpf“ und φαγείν phageín „essen“) sind diejenigen blutsaugenden Insekten (Hämatophagen), welche mit groben Mundwerkzeugen eine Wunde in die Haut reißen.
Von der austretenden „Pfütze“ aus Blut, Lymphe und Zellflüssigkeit ernähren sie sich. Poolsauger sind z. B. die Bremsen (Tabanidae), die Kriebelmücken (Simuliidae) und die Zecken (vgl. Zeckenbiss).
Telmophagie ist die Bezeichnung der entsprechenden Ernährungsweise, im Englischen telmophagy. Im Deutschen ist die Bezeichnung noch etwas ungewohnt, scheint sich aber einzubürgern.
Dagegen sind Kapillarsauger solche Tiere, die gezielt Adern anstechen, um nur Blut aufzunehmen.